# Feng shui

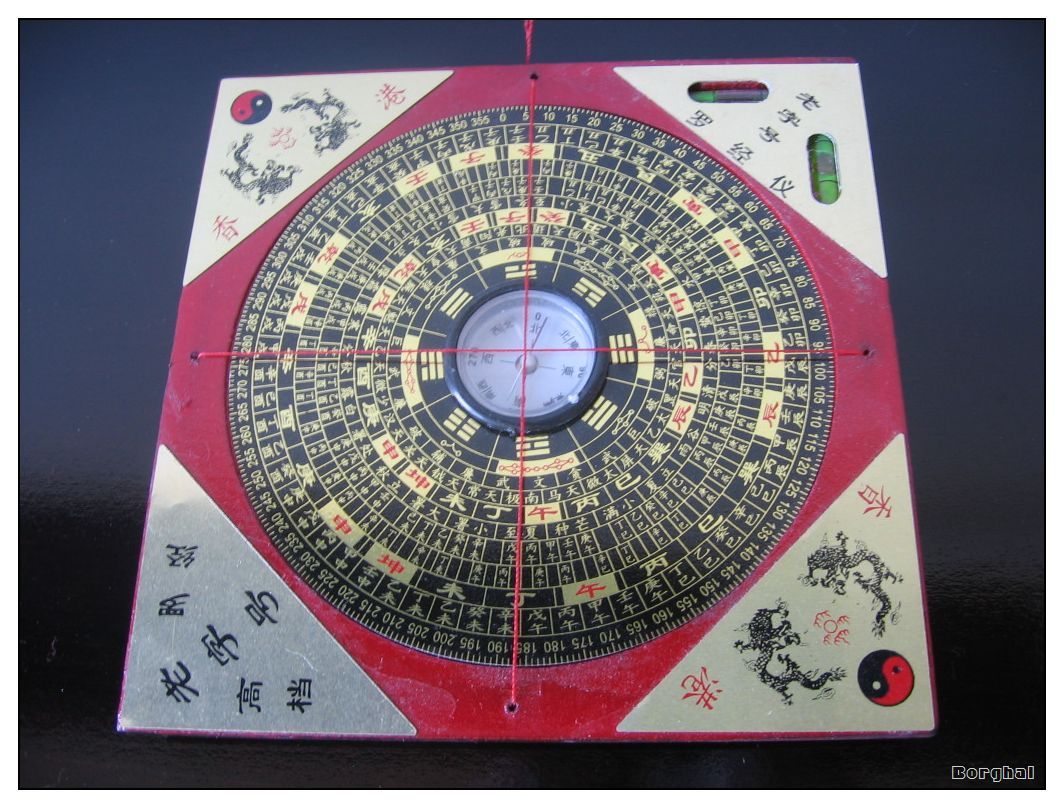
Fengshui-kompass.

Feng shui eller fengshui (风水; 風水; fēngshuǐ ) ([fəŋʃwei]) (bokstavligt:  'vind och vatten' ) är en kinesisk lära om hur den omgivande miljön påstås påverka allt levande. Den visar också hur människan genom ändringar i sin fysiska miljö kan utnyttja denna påstådda kunskap till sin fördel. Fengshui saknar vetenskaplig grund och anses vara pseudovetenskapligt.
Läran bygger på daoistiska föreställningar om att leva i harmoni med naturen och om hur man bäst utnyttjar den universella livskraften qi. Även de fem elementen och yin och yang är en del i tillämpningen av fengshui. Fengshui kan inte isoleras från Kinas andra tanketraditioner som
konfucianismen och buddhismen och företer även likheter med företeelser inom japansk shinto och indisk Vastu shastra.
Fengshui tillämpas huvudsakligen vid utformning av hemmiljö och byggnader, placering av hus, städer och gravar.
De ursprungliga idéerna kring fengshui har sitt ursprung i källor såsom I Ching och Riternas bok som ingår i de fem klassikerna inom konfucianismen. Ursprungligen användes fengshui huvudsakligen för att placera gravar. Metoderna för fenhshui och dess praktiska tillämpning utformades till stor del under Södra Songdynastin (1126–1278).